# Carwyn Jones
Carwyn Howell Jones (n. Swansea, Gal·les, 21 de març de 1967) és el tercer i actual Ministre Principal de Gal·les. És membre del Partit Laborista de Gal·les i ha estat membre de l'Assemblea de Bridgend des de 1999. És també membre d'Amnistia Internacional i la Societat Fabiana. Va ser triat líder del Partit Laborista de Gal·les l'1 de desembre de 2009. El 9 de desembre va ser nomenat Ministre Principal i triat per unanimitat de l'Assemblea Nacional. Va assumir al càrrec l'endemà. El 21 d'abril de 2018 va anunciar que abandonaria el càrrec de Primer Ministre a la tardor.

## Biografia
Va néixer a Swansea i es va criar a Bridgend, en una família de parla gal·lesa. Va estudiar en la Brynteg Comprehensive School en Bridgend, i després a la Universitat d'Aberystwyth, on es va unir al Partit Laborista durant la vaga de miners de 1984-1985.

### Carrera professional
Jones es va formar com a advocat a l'Escola de Lleis de Londres, i va fer la pràctica amb la qual va ser admès en el Gray's Inn el 1989.
És advocat penal, especialitzat en família i lesions personals. Va exercir la pràctica durant deu anys a Swansea. Durant dos anys també va treballar com a professor a la Universitat de Cardiff.

### Vida personal
Està casat amb Lisa, nascuda a Irlanda del Nord. La parella té dos fills, Seren i Ruairi. Jones practica esports com el rugbi, el ciclisme i el golf.

## Carrera política
Jones va ser conseller municipal del Comtat de Bridgend durant cinc anys. El 1999 es va convertir en membre de l'Assemblea Nacional de Gal·les de Bridgend.
Va ser nomenat secretari adjunt de l'Assemblea Nacional de Gal·les al març de l'any 2000. El juliol del 2000, va ser nomenat secretari d'Agricultura i Desenvolupament Rural en l'Assemblea Nacional de Gal·les.
Al juny de 2002, el seu currículum es va ampliar quan va ser nomenat Ministre de Govern Obert.
Després de les eleccions del 2007, va ser nomenat Ministre d'Educació, Cultura i Llengua Gal·lesa de l'Assemblea.
Després de l'anunci al setembre de 2009 de Rhodri Morgan, líder del Partit Laborista de Gal·les i Ministre Principal, que renunciaria a tots dos càrrecs al desembre de 2009, Jones va participar en l'elecció per a successor. L'1 de desembre de 2009, va ser triat el nou capdavanter amb més del 50 per cent dels vots.
Havi declarat en moltes ocasions la seva oposició a la independència gal·lesa, tot dient que creu en la unió entre els països del Regne Unit, però posteriorment va dir que tot podia canviar si el Regne Unit decidia de sortir de la Unió Europea.

## Ministre Principal de Gal·les
Després de guanyar les eleccions en 2009, Jones va ser confirmat com el tercer Ministre Principal de Gal·les, el 9 de desembre de 2009.